# Bernardo de Aldana
Bernardo de Aldana, teljes nevén: Bernardo Villela de Aldana (?–1562), spanyol zsoldosvezér, aki 1548–1552 között Magyarországon harcolt császári szolgálatban. Személyiségének és tetteinek megítélése rendkívül ellentmondásos.

## Életrajza
Származásáról, családjáról semmi biztosat nem tudunk; az egyetlen aprócska támpont e kérdésben, hogy II. Fülöp spanyol király egy levelében „előkelő származású, kékvérű nemesi sarjnak” nevezte őt.
A személyére vonatkozó első adatunk 1539-ből maradt fenn, majd az 1546–47-es német „vallásháborúban” V. Károly császár zsoldosainak egyik kapitányaként szerzett magának hírnevet. A császár 1548 elején tábormesterré (tábornaggyá) léptette elő, s megbízta előbb – a Konstanznál elesett Alonso Vives halála miatt vezető nélkül maradt – nápolyi regiment, majd az újonnan felállított 1200 fős spanyol regiment vezetésével. 1548 augusztusában V. Károly császár e seregtest élén öccsének, I. Ferdinánd királynak megsegítésére a Magyar Királyságba küldte Aldanát.
Az Aldana vezette spanyol csapat itt először a Felvidéken garázdálkodó rablólovagok (például Basó Mátyás) megfékezésében (1549) vett részt, majd a következő évben a szolnoki vár építésénél segédkezett. 1550–51-ben a spanyolok dunántúli és Eger környéki portyákon mérték össze erejüket egy-egy kisebb török csapattal, ezt követően részük volt Erdély megszállásában, majd az Erdély előterének számító Délvidéken folyó várháborúkban.
A mindvégig beosztott parancsnokként harcoló spanyol zsoldosvezér felettese – a felvidéki harcok és a szolnoki várépítés idején – Ifjabb Niklas Salm (magyarosan Salm Miklós) gróf, majd a gróf halála (1550) után rövid ideig Erasmus Teuffel, majd 1551–52-ben Gianbattista Castaldo tábornok, aki a német „vallásháború” óta Aldana személyes ellenségének számított.
Valószínűleg kettejük rossz viszonyának is szerepe volt abban, hogy a Castaldo közeléből menekülni igyekvő Aldana 1552 első felében elvállalta az előző évben visszaszerzett, s az ostromban súlyosan megsérült lippai vár védelmének vezetését.
A várostromokban járatos, kiváló tüzértiszt hírében álló Aldana, a védelem megszervezésében, vezetésében teljesen járatlan volt. Eredeti spanyol csapata ekkorra már töredékére fogyott, a német és magyar katonákkal pedig már korábban sem találta meg a hangot. Miután Temesvár 1552. július 27-i elestének hírére a korábban is folyamatosan távozással fenyegetőző német zsoldosok valóban elvonultak, Aldana – részleteiben máig nem tisztázott körülmények között – maradék embereivel szintén távozott Lippáról. Ezt követően Csanád, Nagylak, Eperjes, Sólymos védőserege azonnal, Lugos és Karánsebes őrsége kis kivárás után szintén feladta a rábízott erősséget. Mindezek következtében a Maros-mente és Erdély déli előtere gyakorlatilag kardcsapás nélkül került a szultán birtokába.
Castaldo gróf ösztönzésére az udvar végül – egy hónappal a vár elhagyása után – perbe fogta Aldanát Lippa feladásáért.
Bernardo Villela de Aldana tábormestert a királyi tábla végül elmarasztalta esküszegés és hűtlenség bűnében, s 1554. június 16-án fő- és jószágvesztésre ítélte. A Trencsén várában őrzött Aldana érdekében testvére, Juan Villela de Aldana ezek után minden követ megmozgatott, s erőfeszítéseinek eredményeként II. Fülöp spanyol király, Mária hercegnő és Alba hercege is felemelte szavát a tábormester védelmében. Ferdinánd király – bár az ítéletet nem volt hajlandó hatályon kívül helyezni – három és fél évi rabság után, 1556 elején végül szabadon bocsátotta a foglyot.
V. Károly Aldanába vetett bizalmát a Magyarországon történtek nem ingatták meg, s rövidesen kinevezte őt a Piemontban és Lombardiában működő császári tüzérség főkapitányává. Aldana Nápolyban megnősült, majd csapatával rövidesen tengerre szállt, hogy Fülöp király egyesített spanyol, olasz és nápolyi hajóhadával az afrikai Dzserba ellen induljon. E város elfoglalása után, mikor a keresztény hajóhad a szultán odaérkező flottájával került szembe, a súlyosan sebesült Bernardo Villela de Aldana tábormester és tüzérkapitány török fogságba esett, s egy ellenséges gályán rövidesen meghalt.
A korabeli magyarok által – a rangjának spanyol nevéből, a „maestre de campo”-ból torzult kifejezéssel – leginkább „Nagykampó”-nak nevezett Bernardo de Aldana magyarországi tevékenységének objektív megítélése még mindig várat magára. A magyar kortársak és nyomukban a magyar történettudomány művelői általában szélsőségesen elfogultak vele szemben, s Lippa feladásából kiindulva gyakorta gyávának titulálják annak ellenére is, hogy mind korábban, mind később, számtalanszor bebizonyította, hogy nem volt híján a személyes bátorságnak. Azt viszont legádázabb ellenfelei is elismerik, hogy hadtudományi felkészültségét illetően korának egyik igen kiváló katonája volt.